# Иобат (пьеса)
«Иобат» (др.-греч. Ἰοβάτης) — трагедия древнегреческого драматурга Софокла (V век до н. э.), сюжет которой связан с коринфскими мифами. Её текст утрачен за исключением трёх коротких фрагментов общего содержания. 
Главный герой пьесы — царь Ликии Иобат, которого зять Прет попросил погубить молодого героя Беллерофонта. Последний с честью выполняет все опасные поручения Иобата, получает в жёны его дочь и половину царства. Из-за дефицита текста остаётся неясно, как именно Софокл интерпретировал этот классический сюжет.